# Солнечный ветер (фильм)
«Солнечный ветер» — советский шестисерийный телевизионный художественный фильм, телероман режиссёра Ростислава Горяева, снятый по заказу Гостелерадио СССР на ТО «Экран» в 1982 году по мотивам пьесы «Саша Белова» Игнатия Дворецкого, выступившего также автором сценария.

## Сюжет
Действие фильма начинается в конце 1960-х годов и охватывает последующее десятилетие. Главная героиня — молодой учёный Надежда Петровская. С самого начала она выбрала трудную дорогу, занимаясь инновационными исследованиями на стыке физики, физиологии и медицины. Неизменной за все годы сомнений и разочарований останется только её вера в правильность поставленной перед собой цели.
После окончания учёбы в Ленинградском политехе Надежда с мужем Митей переезжают в Читу. Там им предлагают достойную, но малоинтересную работу в одном из конструкторских бюро. Случай сводит их с астрофизиком Чебышевым, который предлагает переезд в Иркутск. Спецификация Мити позволяет занять вакантное место в чебышевском Институте Солнца, а Надежда, разочарованная очередным рутинным НИИ, уходит на должность лаборантки к Званцеву, где есть возможность ставить опыты по интересующей её теме.
Званцев, опытный и мудрый руководитель, рекомендует Надежде опубликовать её работы в «соавторстве» с директором их института Кольцевой. Но после ряда публикаций Кольцевая, будучи напуганной новаторством темы, отказывает в покровительстве.
Уставшая от необходимости постоянной борьбы, Надежда едет в Ленинград на научную конференцию и читает свой доклад о поведении белковой молекулы в магнитном поле. Неожиданно высокую оценку докладу даёт Райснилс, авторитетный учёный.
Вернувшись домой, Надежда с новыми силами берётся за продолжение своей кандидатской работы, в которой материала, по словам Званцева, хватило бы и на докторскую. Успехи в работе совпали по времени с тяжёлым кризисом в семье. Невзирая на готовность Мити без всяких условий продолжать совместную жизнь, уважая и понимая его, Надежда всё же уходит из семьи.
Защита диссертации проходит успешно, но даётся огромным, порой неимоверным трудом. Надежде предлагают возглавить лабораторию, где она сможет самостоятельно работать по проблеме слабых магнитных полей. Она принимает предложение, и в её жизни начинается новый этап.

## Список серий
- Глава 1. Поездка в Иркутск
- Глава 2. Возвращение домой
- Глава 3. Будни
- Глава 4. Встреча на горе Наран
- Глава 5. Юбилей Нади и Мити
- Глава 6. Защита

## В ролях
- Анна Каменкова — Надежда Степановна Петровская
- Валерий Сергеев — Митя (Дмитрий Евгеньевич Банников)
- Людмила Иванова — Татьяна Васильевна, мать Нади
- Николай Ерёменко — Сергей Пономарёв
- Виктор Смирнов — Яков Чебышев
- Андрей Попов — Николай Званцев
- Нина Ургант — Любовь Васильевна
- Леонид Марков — профессор Карпов
- Майя Булгакова — Анастасия Фёдоровна
- Алексей Михайлов — Моев
- Михаил Зимин — Алексей Иванович Рясенцев
- Вера Орлова — жена Рясенцева
- Михаил Глузский — Владислав Ефремович Губин
- Валерий Сторожик — Эсхат
- Любовь Виролайнен — Маргарита
- Пётр Горин — Семён Егорович, «вечный» жених Анны Леонидовны
- Татьяна Пивоварова — Анна Леонидовна, мать Мити
- Лилия Гриценко — Екатерина Андреевна, мать Пономарёва
- Георгий Дрозд — Трегубович
- Елена Ивочкина — Даша (Дарья Яковлевна Званцева)
- Григорий Лямпе — Веня
- Елизавета Никищихина — Ада Трегубович
- Светлана Пенкина — Лида
- Рубен Симонов — Миша
- Иван Соловьёв — Райснилс, научное светило
- Людмила Шапошникова — Кольцевая
- Андрей Ярославцев — Борис Никифоров
- Ирина Малышева — Зина
- Инга Будкевич — корреспондентка
- Тамара Тимофеева — бабушка Мити
- Евгения Ларина — Клара Михайловна
- Татьяна Погоржельская — Зоя
- Ефим Байковский

В эпизодах:
- Георгий Тейх, Наталья Харахорина, Людмила Дмитриева, Людмила Алехина, Александр Вдовин

## Съёмочная группа
- Сценарист: Игнатий Дворецкий
- Режиссёр: Ростислав Горяев
- Оператор: Валерий Миронов
- Композитор: Андрей Петров
- Художник-постановщик: Иван Тартынский
- Звукооператор: Александр Куцый
- Режиссёры:
  - Н. Павов
  - С. Никитин
  - Р. Волкова-Лилова
- Оператор: В. Шевалёв
- Монтаж: Т. Пахомычева
- Костюмы: Н. Катаева
- Грим:
  - Л. Шайдурова
  - В. Николаева
- Комбинированные съёмки:
  - Оператор: Ю. Корох
- Художники-декораторы:
  - М. Вахромцев
  - Т. Новикова
- Редактор: М. Темякова
- Музыкальный редактор: Лена Черницкая
- Дирижёр: Сергей Скрипка
- Административная группа:
  - Ж. Бобылева
  - А. Васильков
  - А. Соколов
  - А. Тюпич
- Директор: Вильгельм Ёркин

## Критика
Киновед Александр Фёдоров так оценивал фильм: «Психологическая драма „Солнечный ветер“ обращена к миру учёных, работающих в сферах физики, астрофизики и физиологии. На мой взгляд, Анна Каменкова и Николай Ерёменко сыграли здесь одни из лучших своих ролей, благо что драматургический материал давал им немалые возможности проникновения в характеры своих персонажей, далёких от однозначной „правильности“».